# 유성 경구개 파열음
유성 경구개 파열음(有聲硬口蓋破裂音)은 자음의 하나로 경구개에서 조음되는 유성 파열음이다.

## 조음 방법
혀를 경구개에 닿게 하나, 후설은 말지 않은채로 치경과 후치경 사이의 위치에 닿지 않도록 한 다음 유성음으로써 파열음을 내면 된다.
즉, 치경과 후치경 사이 위치가 바로 유성 경구개 파열음을 조음할 때 후설이 닿지 않도록 해야 하는 부분이다.

## 예시

### 경구개음
- 바스크어: dd에서 이 소리가 난다.
- 프리울리어, 알바니아어: gj에서 이 소리가 난다.
- 라트비아어: ģ에서 이 소리가 난다.
- 월로프어: j와 nj에서 이 소리가 난다. nj는 선비음화 자음이다.
- 자르마어, 요루바어, 줄라어, 딩카어: j에서 이 소리가 난다.
- 헝가리어, 하우사어: gy에서 이 소리가 난다.
- 아일랜드어: 좁은 자음의 g와 gc에서 이 소리가 난다.
- 아제르바이잔어: 로마자 표기의 g에서 이 소리가 난다.
- 튀르키예어: /e, i, ö, ü/ 앞의 g에서 이 소리가 난다.

### 치경구개음
- 체코어: /i í ě/ 앞의 d에서 이 소리가 난다.

### 후경구개음
- 카탈루냐어: 전설모음 앞의 g에서 변이음으로 난다.
- 포르투갈어, 스페인어: 전설모음 앞의 gu에서 변이음으로 난다.
- 이탈리아어:  /i, e, ɛ, j/ 앞의 gh에서 변이음으로 난다.

### 후경구개 또는 경구개
- 영어: 전설모음 및 /j/ 앞의 g에서 변이음으로 난다.

## 한글 표기
- 헝가리어: 파찰음으로 간주해 'ㅈ, 지'로 적는다.
- 체코어: 구개음화된 d로 간주해 '디'로 쓰고 뒤따르는 모음과 합쳐 적는다. 자음 앞과 음절 말에서는 '티'로 적는다.